# Так сложились звёзды
«Так сложились звёзды» (каз. Жұлдыздар тоғысқанда) — фильм 2016 года российского режиссёра Сергея Снежкина.
Фильм является пятой частью киноэпопеи «Путь Лидера», посвящённой жизненному пути первого президента Казахстана Нурсултана Назарбаева. Ранее вышли фильмы «Небо моего детства», «Огненная река», «Железная гора» и «Разрывая замкнутый круг». Сценарий написан по мотивам книг Нурсултана Назарбаева с использованием воспоминаний его коллег, друзей и соратников.

## Сюжет
Английский корреспондент прилетает в Астану с тем, чтобы взять у Назарбаева, названного «лидером нации» (Елбасы) интервью. Назарбаев принимает у себя английского гостя. Интервью переходит в рассказ Назарбаева о жизни, судьбе и о трудном пути обретения независимости. Президент знакомит писателя с местными обычаями, параллельно рассказывая о самых сложных периодах своей жизни, начиная с назначения его в 1984 году председателем Совета министров и до избрания президентом республики Казахстан в 1991 году.

## В ролях
- Берик Айтжанов — Нурсултан Назарбаев
- Хью Фрейзер — Джереми Вильсон, британский корреспондент (прототип — Джонатан Айткен[англ.])
- Сергей Гармаш — Геннадий Колбин
- Динара Бактыбаева — Динара Назарбаева
- Карлыгаш Мухамеджанова — Дарига Назарбаева
- Алдабек Шалбаев — Динмухамед Кунаев
- Игорь Угольников — Михаил Горбачёв
- Дарья Мороз — Раиса Горбачёва
- Юрий Ицков — Константин Черненко
- Азамат Сатыбалды — Ерлан (прототип — Серикболсын Абдильдин)
- Фархат Абдраимов — повар
- Олег Волку — Виктор Мирошник, председатель КГБ Казахской ССР
- Артур Ваха — Владимир Шляхтин, генерал-майор
- Гани Кулжанов — Самат (прототип — Нуртай Абыкаев)
- Алексей Гуськов — Борис Ельцин
- Гульдана Ескали — эпизодическая роль

## Съёмочная группа
- Автор сценария и режиссёр — Сергей Снежкин
- Оператор — Сергей Мачильский
- Художники — Дмитрий Татарников, Инесса Снежкина, Елена Мовчан
- Композитор — Юрий Потеенко
- Звукорежиссёр — Руслан Сакиев
- Продюсер — Тасболат Мерекенов

## Подготовка к съёмкам
Первые четыре фильма киноэпопеи «Путь лидера» («Небо моего детства», «Огненная река», «Железная гора», «Разрывая замкнутый круг»), рассказывающие о детстве, юношестве и молодости будущего президента, были поставлены казахстанским режиссёром Рустемом Абдрашовым. Для съёмок завершающего фильма эпопеи, охватывающего период 90-х годов, на которые приходятся переломные моменты истории Казахстана и всего постсоветского пространства был приглашён российский кинорежиссёр Сергей Снежкин, имеющий опыт постановки сложных исторических сериалов. Снежкин подчёркивал, что создаёт «не лакейское, не юбилейное, а художественное кино».
В предыдущих фильмах главную роль исполнял актёр Нурлан Алимжанов. Для съёмок в картине «Так сложились звезды» был приглашен Берик Айтжанов, что связано только с возрастом актёров.

## Съёмки
Съёмки исторического фильма проходили с июня 2015 года по январь 2016 года. В Алма-Ате было отснято 40 % съёмочного материала фильма. В Караганде снималась одна из ключевых сцен фильма — бунт шахтёров 1989 года, драматичный момент в истории страны, когда горняки, выдвинув правительству свои требования, весь день и всю ночь бастовали у здания угольного департамента. Сцена приезда Горбачёва на пшеничное поле снималась под Астаной. Одна из массовых сцен фильма про декабрьские события 1986 года в Алма-Ате снималась зимой в Санкт-Петербурге. В съёмках этого эпизода ежедневно принимали участие более 600 человек.

## Бюджет
Фильм обошёлся более чем в 1,2 миллиарда тенге.

## Музыка
Перед композитором Юрием Потеенко режиссёром была поставлена задача написать музыку не для «юбилейного» кино. «Это кино о трудном пути ошибок и переживаний, страдания и достижения цели». В музыке композитор использовал этнические казахские материалы, национальные инструменты и горловое пение.